# ميشيل سوزا دا سيلفا
ميشيل سوزا دا سيلفا (بالبرتغالية: Michel Souza da Silva) ويعرف اختصاراً ميتشل (بالبرتغالية: Michel) وهو لاعب كُرة قدم برازيلي في مركز الهجوم ولد في يوم 22 أغسطس 1986 في مدينة ريو دي جانيرو في البرازيل ويلعب حالياً مع نادي بنفيكا وسبق له اللعب مع نادي الوكرة الرياضي في قطر ولعب مع سبورتينغ براغا وباكوش فيريرا ونادي بينافييل.

## روابط خارجية
- ميشيل سوزا دا سيلفا على موقع الاتحاد الأوربي (الإنجليزية)
- ميشيل سوزا دا سيلفا على موقع قاعدة بيانات كرة القدم.إي يو (الإنجليزية)
- ميشيل سوزا دا سيلفا على موقع Soccerway.com (الإنجليزية)